# Дриль

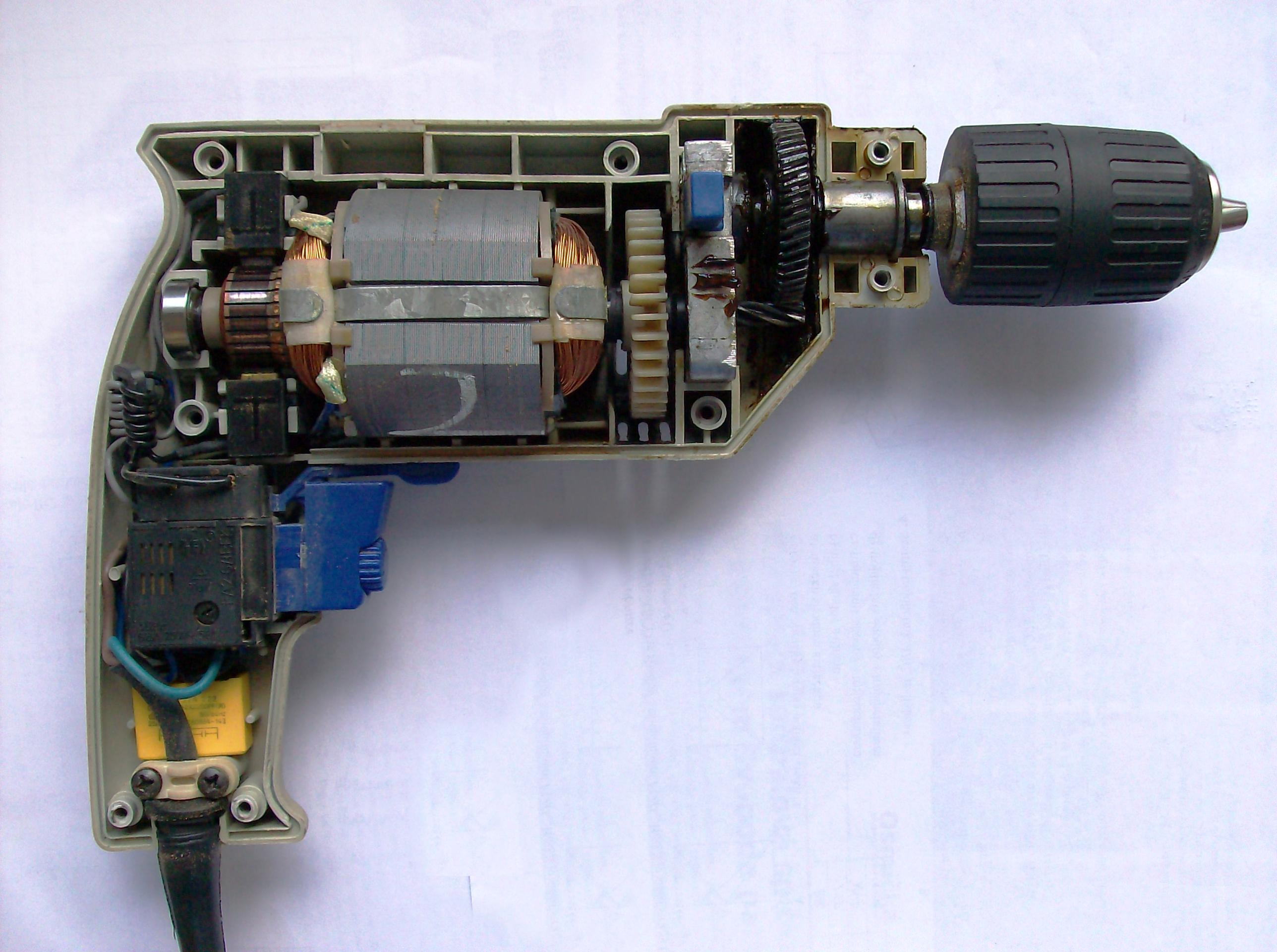
Будова електродриля

Дриль (від нім. Drill через пол. dryl) — інструмент для свердління невеликих отворів у металі, дереві, пластмасі, камені тощо. Можуть бути ручними, з електричним, пневматичним і гідравлічним приводом. Для зміни насадок (свердел) має затискний патрон.

## Застосування
Дриль широко використовується як у побуті, так і в промисловості та на будівництві. Цей інструмент є одним із найпопулярніших «домашніх» приладів і використовуються практично в будь-яких майстернях з обробки металу, дерева чи пластику. Завдяки різноманітним насадкам дриль використовується не лише для свердління, але й для інших робіт — перемішування, шліфування і т.ін.

## Класифікація

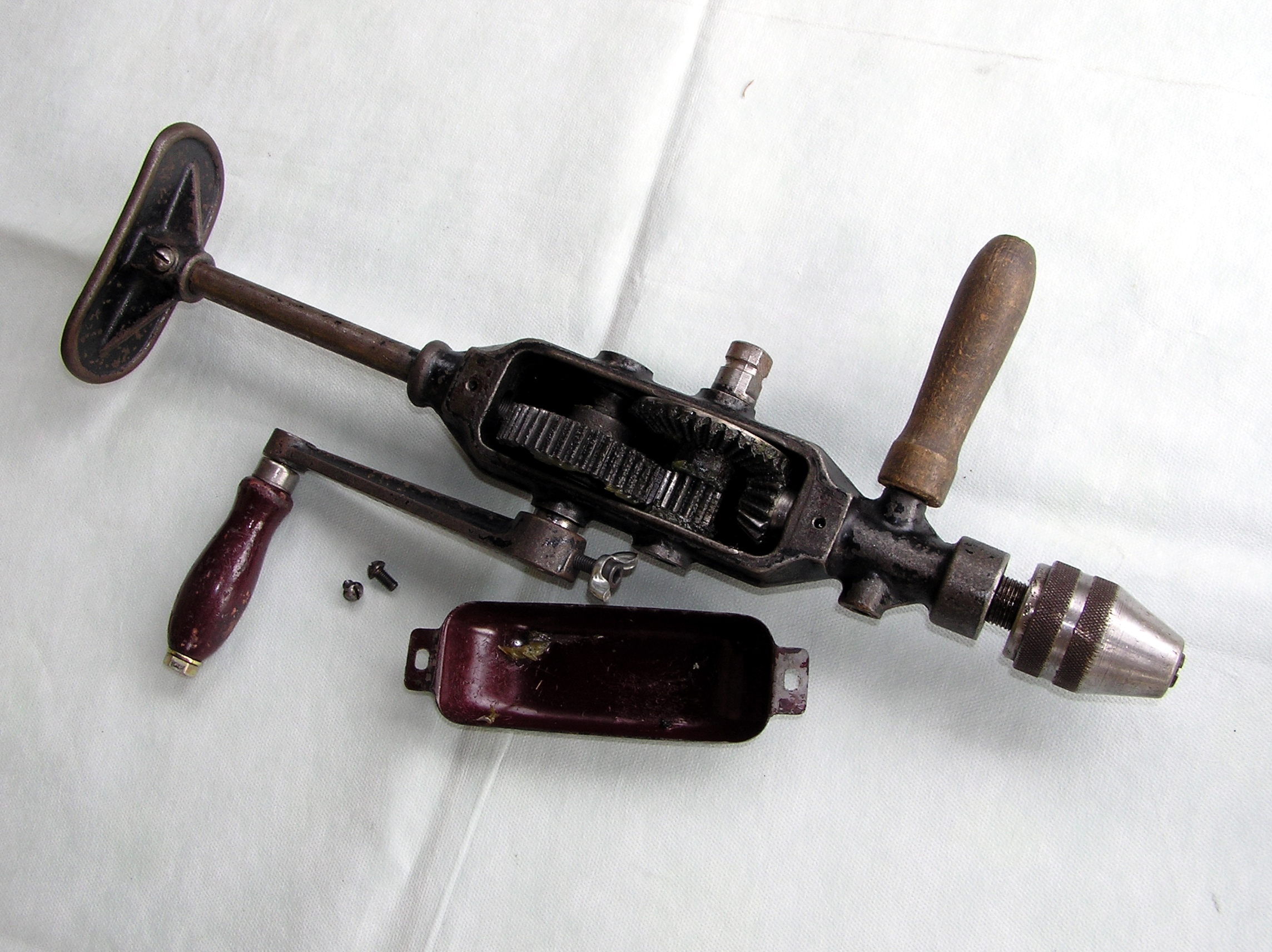
Ручний дриль з двома швидкостями

- Із давніх часів і до тепер використовуються ручні дрилі, що працюють за рахунок мускульної сили,
- Електродрилі, винахідником яких є німець В.Е. Фейн[de], є найпоширенішими та працюють від електромережі або акумуляторів,
- Дрилі із пневмо- та гідроприводом є переважно професійним інструментом, вони компактні та потужні, проте потребують габаритних компресора або гідродвигуна.

## Електродрилі

### Дротові електродрилі
Починаючи з 1860-х років ці апарати впроваджуються в різні галузі промисловості (гірничодобувна промисловість, металообробка, медицина і т. д.) Найчастіше електродриль має форму пістолета, всередині якого розташовані електричний силовий перетворювач, пусковий вимикач, перемикач напрямку обертання, реостат або тиристорний регулятор швидкості, електродвигун, а також механізм для свердління з ударом. На валу (шпинделі) дриля розташований патрон, призначений для установки слюсарних, будівельних та інших насадок.

### Акумуляторні електродрилі
Акумуляторний інструмент оснащений NiCad, NiMH, або найефективнішими і найкомпактнішими наразі Li-Ion батареями. Ємність акумулятора обмежує час роботи дрилі, а крутний момент і потужність двигуна, як правило, зростають зі зростанням напруги джерела. Основні виробники акумуляторних електродрилів — DeWalt, Black and Decker, Hitachi, Bosch, Makita випускають прилади з номінальними напругами акумуляторів 12В, 18В, 20В та навіть 24В.

## Цікаво
У Туреччині під час розкопок кургану Актопраклик виявлений дриль, якому понад 7,5 тисячі років. Його свердло виготовлено з кремнію і здатне було робити отвори не тільки в дереві, а й в камені.